# Изток Пуц
Изток Пуц (Словењ Градец, 14. септембар 1966 — Сан Дијего, 20. октобар 2011) био је југословенски, хрватски и словеначки рукометаш, наступао је за три репрезентације, Југославију, Хрватску и Словенију.

## Спортска биографија
Рукометну каријеру је започео у РК Шоштањ (данас РК Горење Велење), наставио у бањалучком Борцу и потом у Загребу (освојио две титуле европског клупског првака). Играчку каријеру завршио у Словенији, пет сезона играо за РК Цеље Пивоварна Лашко, са којим је освојио пет државних титула и куп такмичења и играо три пута полуфинала Европске лиге шампиона. Каријеру завршио у РК Пруле (државни првак Словеније 2002) и потом постао спортски директор.
На Олимпијским играма такмичио се са три различите репрезентације. Освојио је бронзану медаљу са Југославијом на Летњим олимпијским играма 1988. године у Сеулу, златну медаљу са Хрватском на Летњим олимпијским играма 1996. и осмо место са Словенијом на Летњим олимпијским играма 2000. Такође је са хрватском репрезентацијом освојио сребрну медаљу на Светском првенству 1995. године.
Са породицом се преселио у Сједињене Државе јер је његов син Борут Пуц тренирао тенис на Флориди. Боловао је од малигног тумора који му је напао јетру и плућа. Преминуо је 20. октобра 2011. године.